# Stichopogon schnusei
Stichopogon schnusei là một loài ruồi trong họ Asilidae. Stichopogon schnusei được Bezzi miêu tả năm 1910. Loài này phân bố ở vùng Tân nhiệt đới.